# Мачулищі
Мачу́лищі (біл. Мачу́лішчы) — селище міського типу в Мінському районі, Мінська область, Білорусь; за 10 км на південний схід від Мінська. Селище разом з селами Александрово і Мачулищі входять до складу Мачулищінської селищної ради.
Зупинний пункт Мачулищі на лінії Осиповичі I — Мінськ.

## Історія
- 1590: перші згадки, шляхетська власність у складі маєтку Гатово.
- 1600: згадується, як село Мочул, що належить В. Корсаку.
- 1791: володіння католицької церкви.
- 1793: в результаті другого розділу Речі Посполитої виявилися у складі Російської імперії.
- 1858: державна власність.
- 1897: село в Сеніцькій волості Мінського повіту.
- 1924–1930: у Мінській окрузі.
- 1997: село отримало статус селища міського типу.

## Населення
- 2006 рік — 8,2 тис.
- 2008 рік — 8,3 тис.
- 2012 рік — 8,5 тис.
- 2021 рік — 9,8 тис.

## Інфраструктура
Населення містечка обслуговують дитячий садок, середня школа, амбулаторія, пошта, стадіон, кілька продуктових і промтоварних магазини, відділення банку (ВАТ «АСБ Беларусбанк»).

## Економіка
На території селищної ради розміщені 72 підприємства різних форм власності.
Найбільші підприємства: ВАТ «Агрокомбінат „Мачулищі“», ВАТ «УВТК „Белзв'язокбуд“», ВАТ «Белрахтехніка», ЗАТ «ГВТАМ „Аеромаш“», ВВП «Фері», ВАТ «Древ-контракт», МРЕС.

## Транспорт
Селище міського типу сполучають:
- автобуси;
- маршрутне таксі;

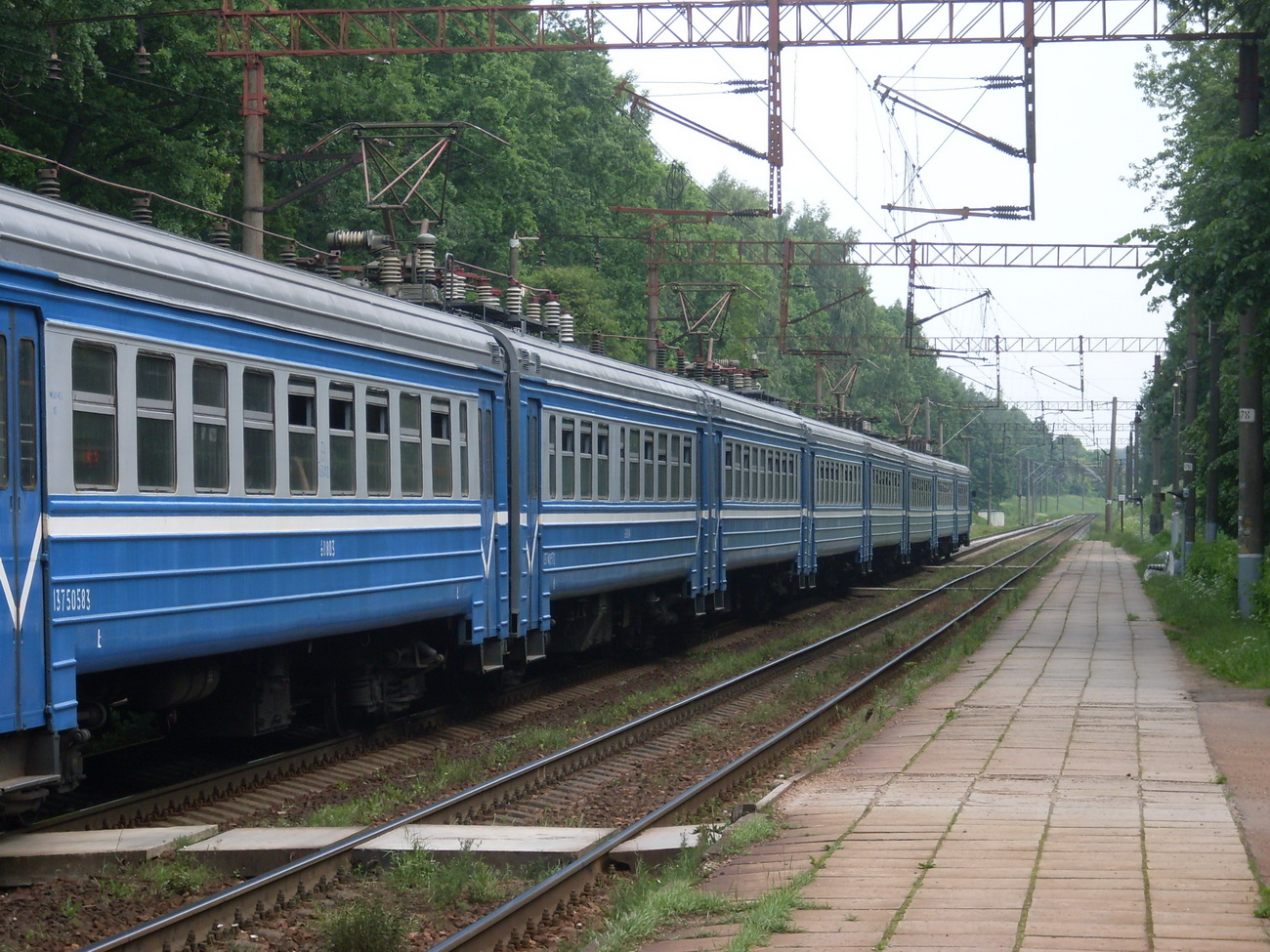
Електропоїзд регіональних ліній економкласу на зупинному пункті Мачулищі

- на зупинному пункті Мачулищі зупиняються електропоїзди другої лінії Мінської міської електрички Мінськ — Руденськ та електропоїзди регіональних ліній економкласу до станцій Мінськ-Пасажирський (Інститут культури), Пуховичі, Осиповичі I, Руденськ та Талька.

## Військові об'єкти
У смт Мачулищі розташовані:
- 50-та змішана авіабаза ВПС і ППО Білорусі;
- Північно-Західне оперативне командування;
- військові частини безпосереднього підпорядкування;
- військовий аеродром.

## Пам'ятки

### Пам'ятники
- Меморіальний комплекс, присвячений 17 Героям Радянського Союзу, вихованцям місцевої авіачастини.
- На території селищної ради знаходиться біологічний заказник місцевого значення «Соколиний»[2].

## Галерея

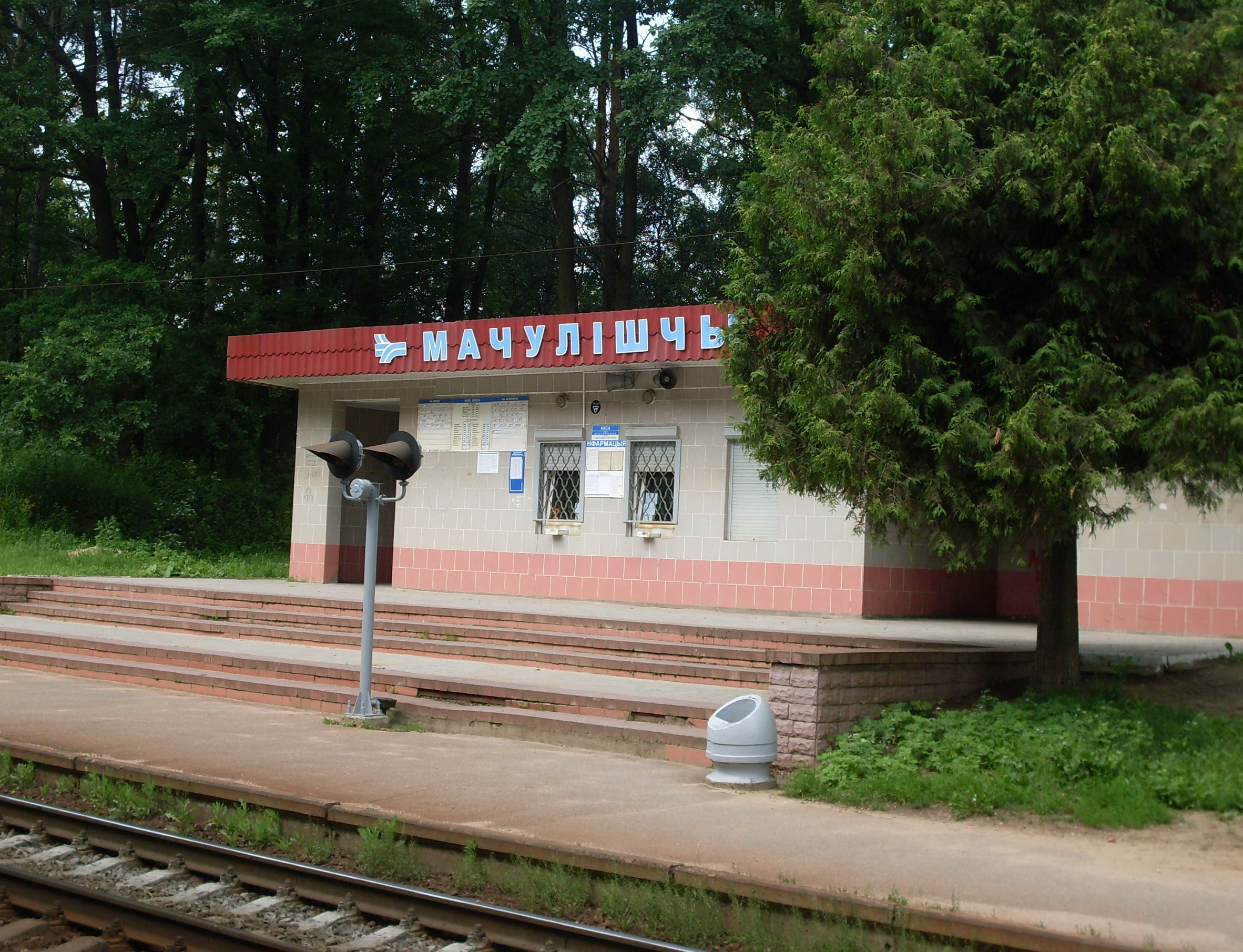
Зупинний пункт Мачулищі
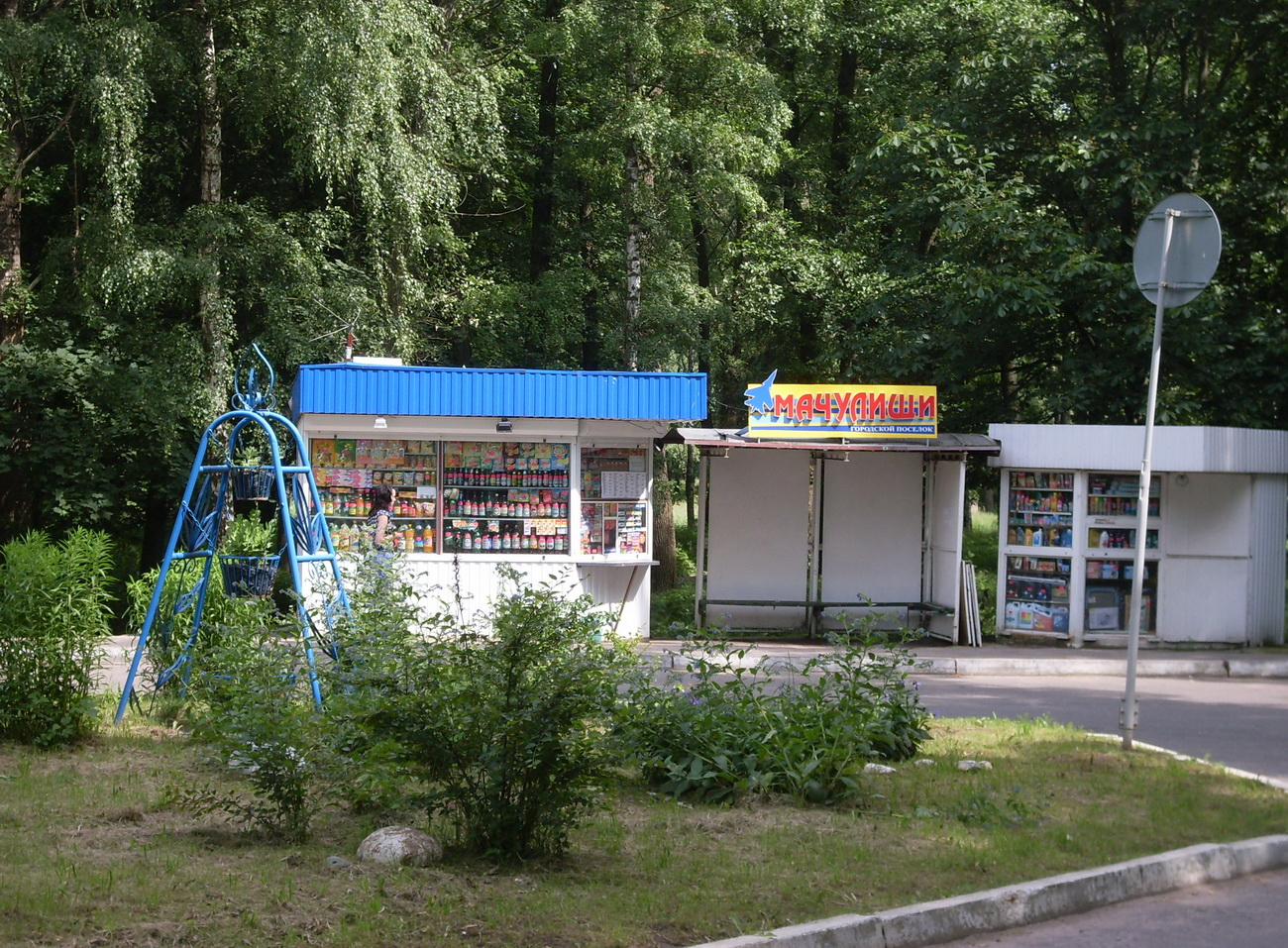
Автобусна зупинка
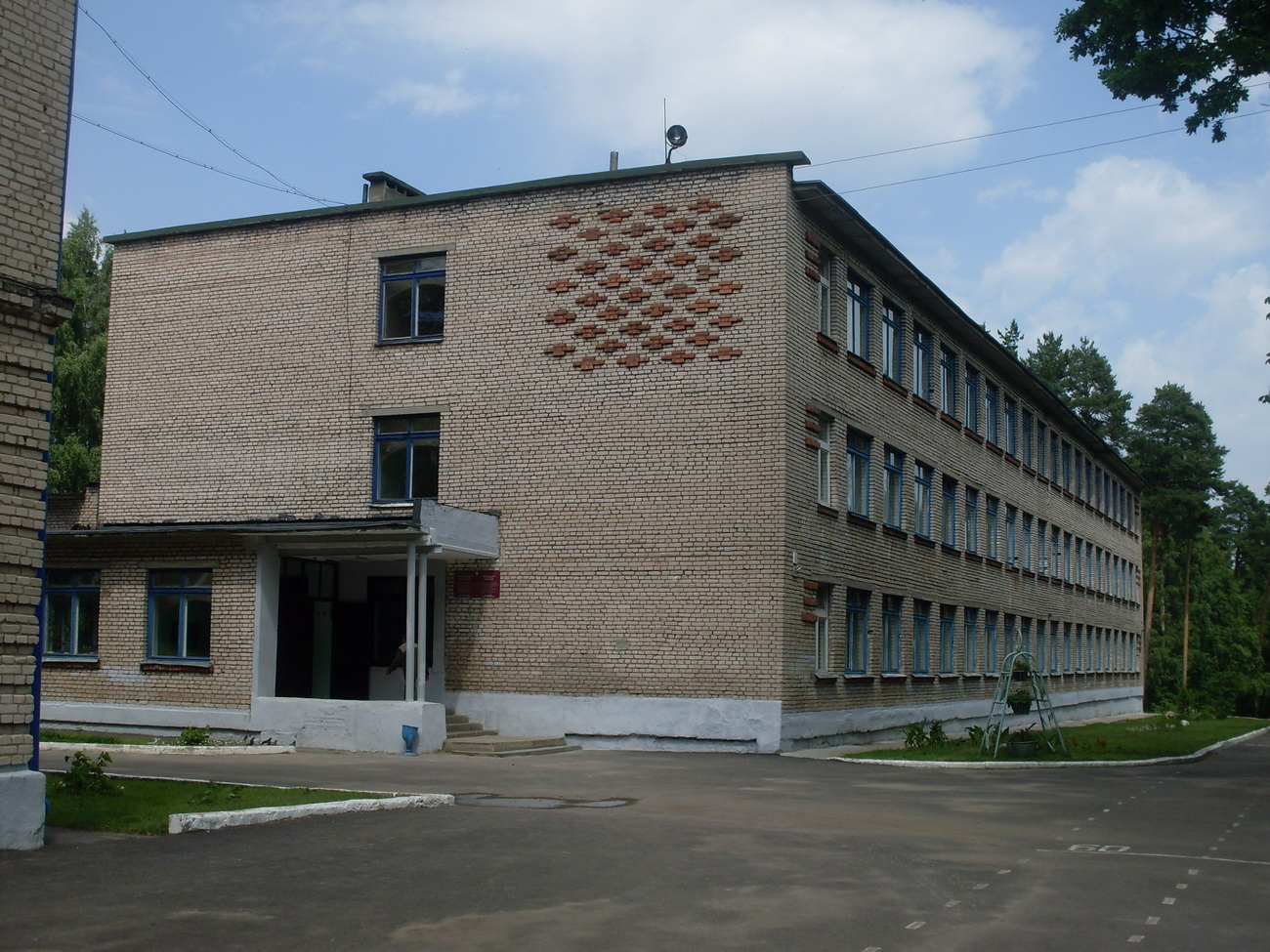
Мачулищінська школа
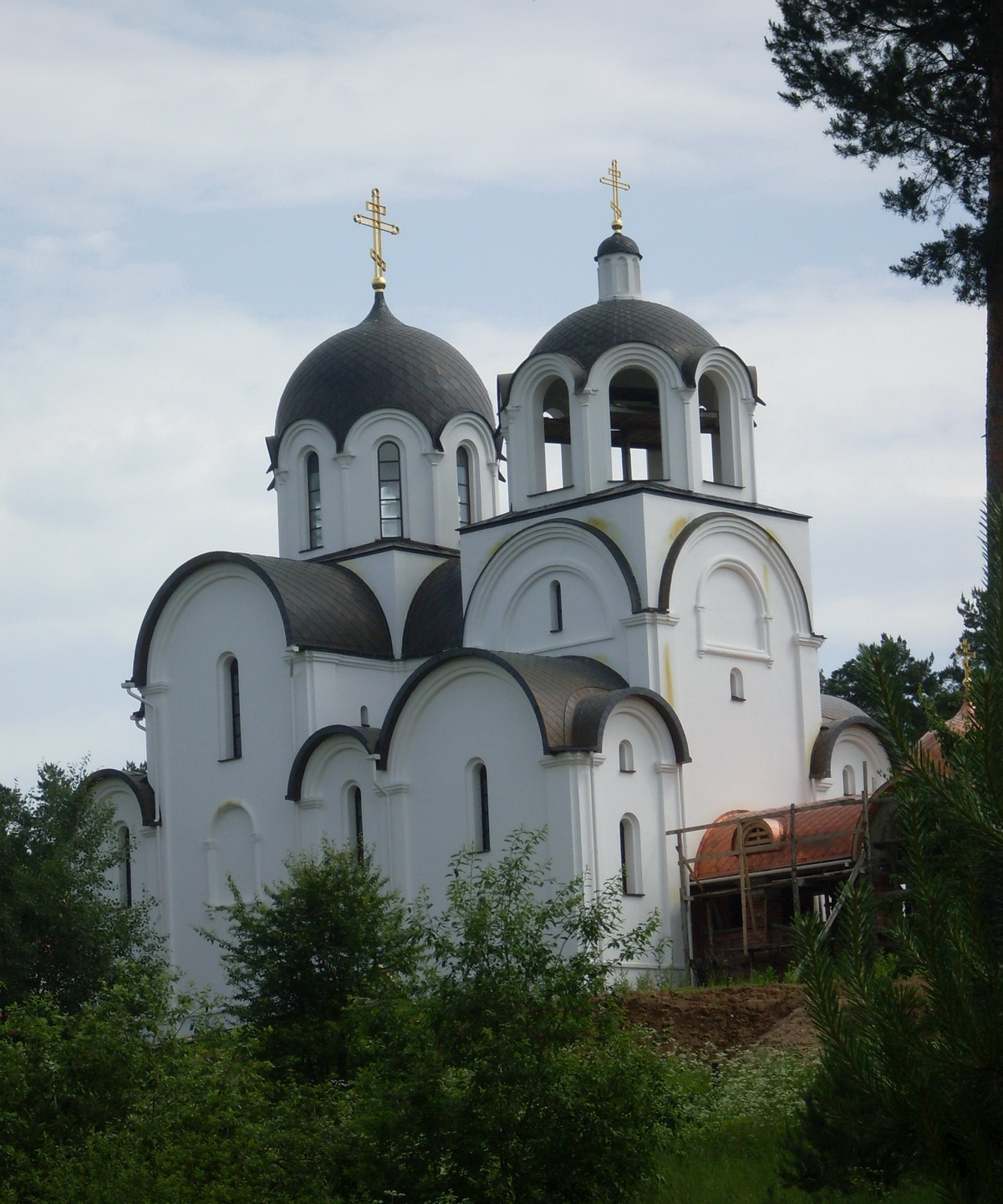
Церква святого Пантелеймона
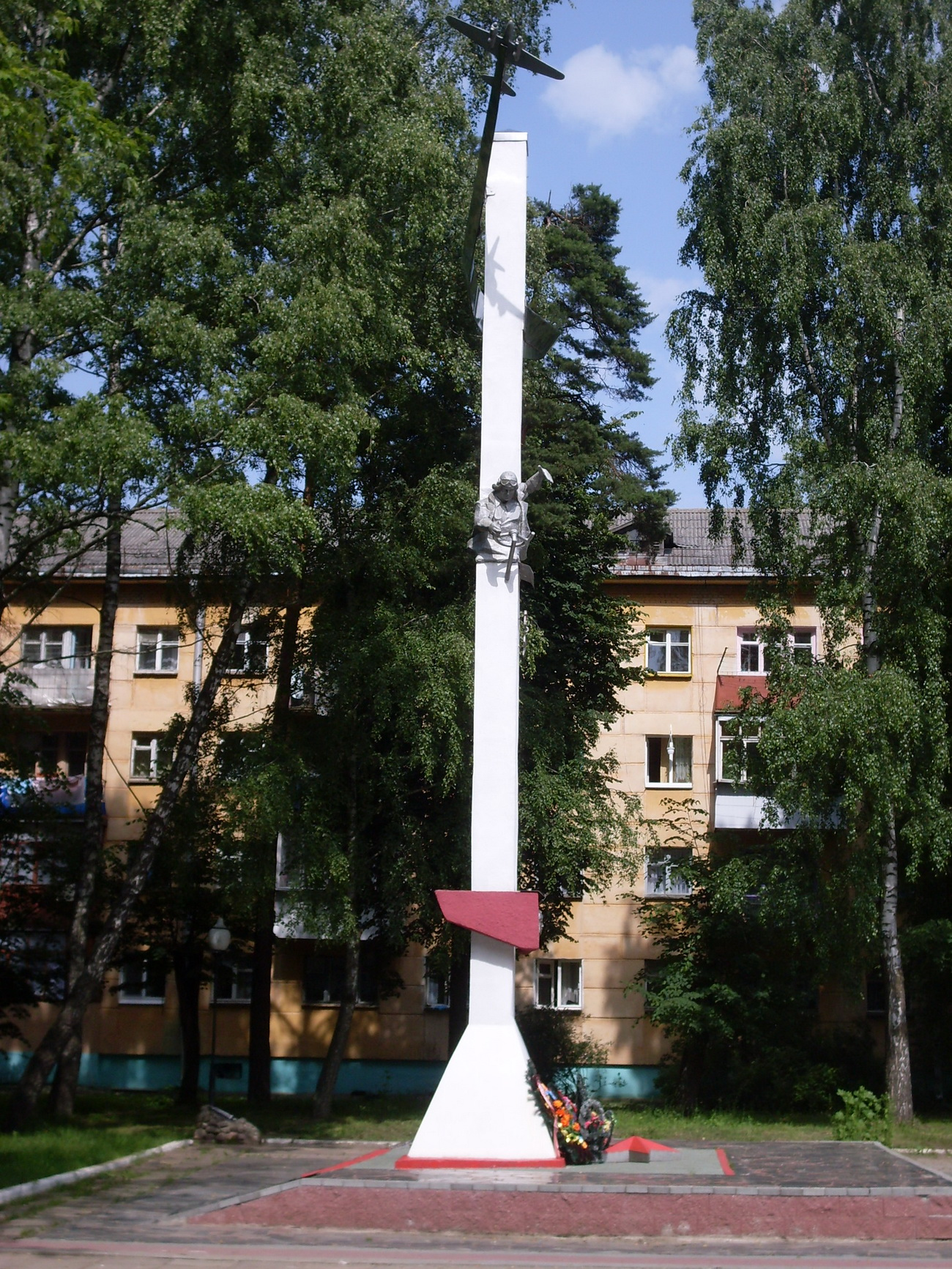
Обеліск на честь загиблих льотчиків